# Kolberg (Heidesee)

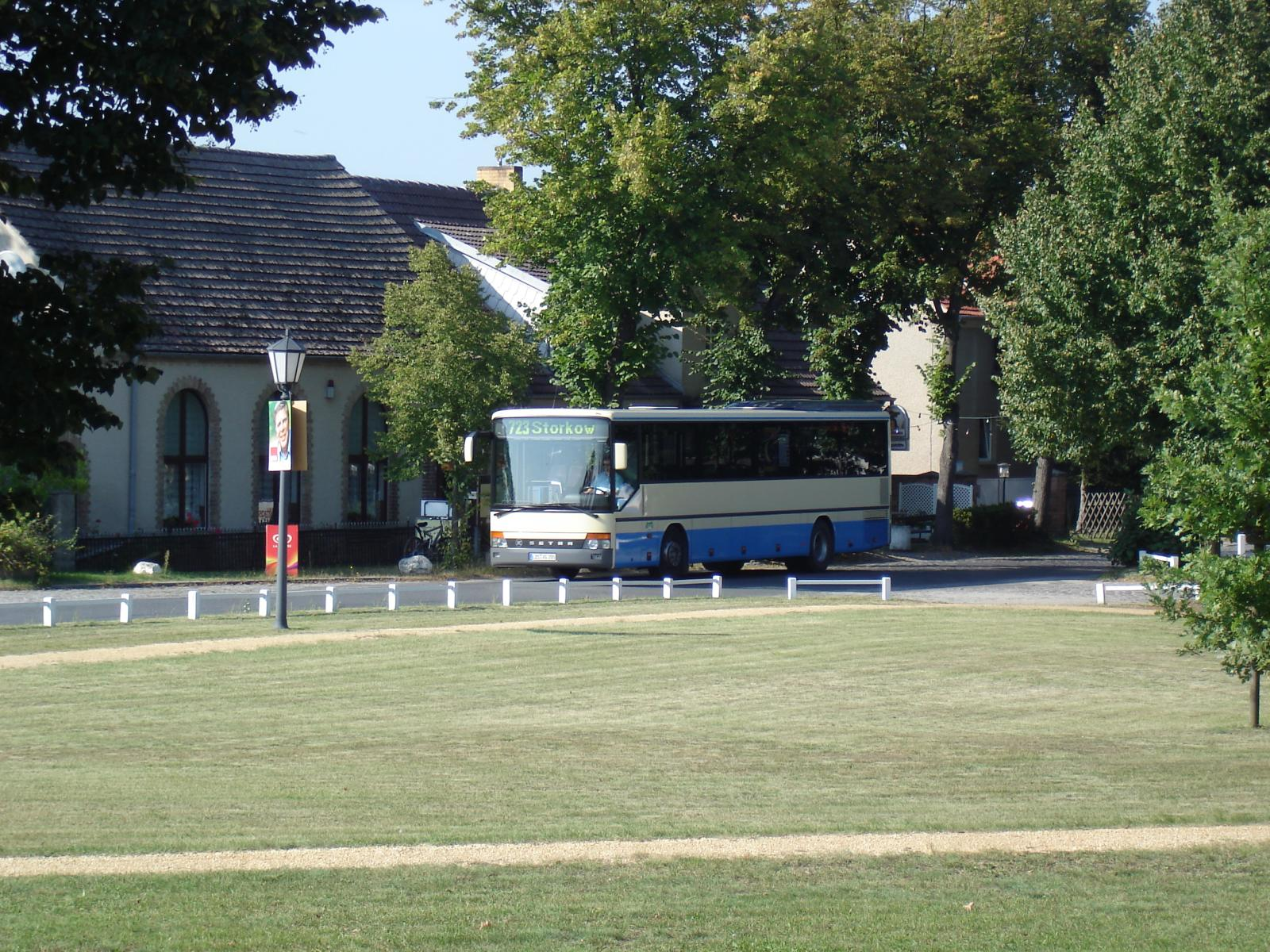
Bus der RVS auf der Linie 723 Richtung Storkow in Kolberg kurz vor der Haltestelle „Kolberg Dorf“ am Platz der Einheit

Kolberg (niedersorbisch Kołobrjeg) ist ein Ortsteil der Gemeinde Heidesee im Nordosten des Landkreises Dahme-Spreewald in Brandenburg. Das Platz-Eckdorf war bis 2003 eine selbständige Gemeinde und ist eines der Eingangstore zum Naturpark Dahme-Heideseen.

## Geographie
Kolberg liegt am Südufer des Wolziger Sees auf einer Höhe von 35 m ü. NHN. Von Westen von Blossin kommend führt die L39 in den Ort hinein und biegt dort nach Süden bzw. später nach Südwesten auf Prieros ab. Im Ort zweigt die L391 nach Görsdorf ab.
Der Wolziger See gehört aber zur Gemarkung Blossin. Die Gemarkungsgrenze verläuft am Südufer entlang. Zur Gemarkung Kolberg gehört der gesamte Lange See, der kleine Kesselsee, zwei ehemalige, heute geflutete Tongruben im südwestlichen Teil der Gemarkung und südlich der L391 am südöstlichen Teil des Ortskerns sowie einige sehr kleine Teiche. Einzige nennenswerte Fließgewässer sind der Laichgraben und der Linggraben.
Kolberg grenzt im Norden an Blossin (Ortsteil der Gemeinde Heidesee), im Osten an Görsdorf (Ortsteil der Stadt Storkow (Mark)), im Südosten an Streganz, im Südwesten an Prieros und im Westen an Dolgenbrodt (alle drei letztgenannten Orte sind Ortsteile der Gemeinde Heidesee).
Die höchste Erhebung ist der im Südosten des Ortes gelegene 91 m hohe Kolberg, nordöstlich von ihm befindet sich der knapp 73 m hohe Spitzberg, südöstlich erhebt sich der 57 m hohe Briesenitzberg.
Zum Ort gehört der Wohnplatz Kolberger Ablage (früher Fischerhaus am Langen See).

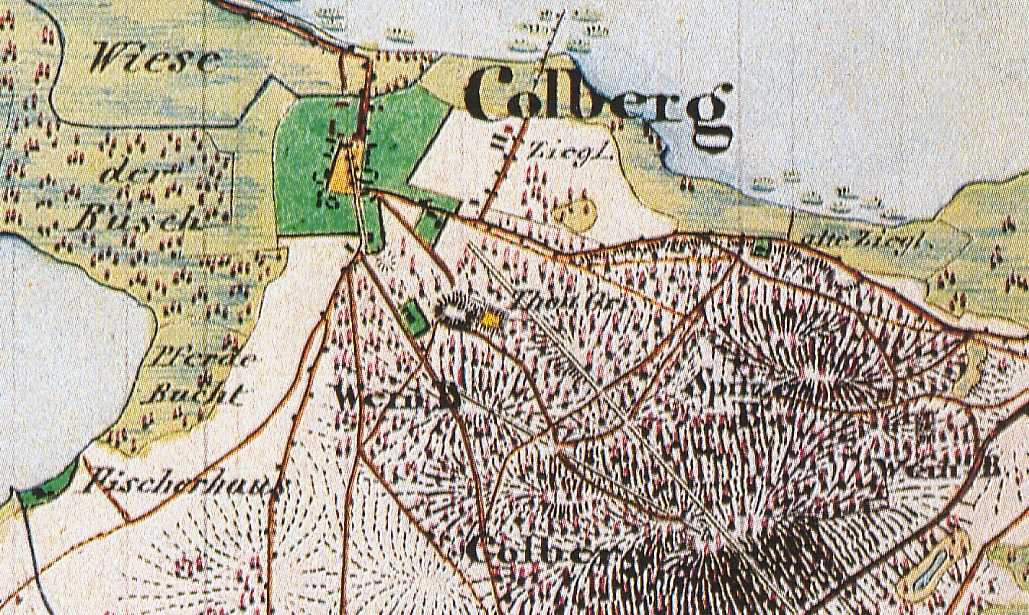
Kolberg auf dem Urmesstischblatt von 1841

## Etymologie
Der Name leitet sich am wahrscheinlichsten vom niedersorbischen Namen Kołobrjeg (koł ‘Pfahl’, dialektal brjeg ‘Ufer, Damm’) ab und bezeichnet ein mit Pfählen befestigtes Ufer oder einen mit einer Palisade umgebenen, ufernahen Ort (vgl. auch die Etymologie des Ortes Kołobrzeg in Westpommern). Eine andere Interpretation deutet den Namensteil koło als ‘herum, an, bei’ und verweist auf die Bedeutung eines am Ufer gelegenen Ortes. Laut einer weiteren Deutung stamme der Name von „kahler Berg“ ab und beziehe sich auf den zur damaligen Zeit möglicherweise unbewaldeten Hügel.

## Geschichte
Kolberg wurde als Kalberg erstmals 1321 urkundlich erwähnt. 1443 wird der Ort Calbergk, 1492 Kolbergk genannt.
| Jahr | Einwohner |
| ---- | --------- |
| 1774 | 47        |
| 1801 | 71        |
| 1817 | 82        |
| 1837 | 111       |
| 1858 | 108       |
| 1895 | 117       |
| 1925 | 114       |
| 1939 | 140       |
| 1946 | 440       |
| 1964 | 330       |
| 1971 | 336       |
| 1991 | 318       |
| 2001 | 325       |

Die Hufenzahl wird im Laufe der Geschichte sehr unterschiedlich angegeben. 1524 werden 4½ Hufen genannt, 1600 5½ Ritterhufen und 2½ Bauernhufen. 1801 werden 5½ Ritterhufen und 8½ Bauernhufen angegeben. 1524 wohnten 3 Bauern (mit je 1½ Hufen) und 6 Kossäten im Dorf. 1576 werden 6 Kossäten und ein Häusler genannt. 1600 wohnten 6 Kossäten und ein Hirte im Ort. 1692 durften die sechs Kossäten keine Schafe halten. Dafür hatten sie die Fischerei auf dem Wolziger See vom Amt Storkow gepachtet. 1718 waren 5 Kossäten und 5 Büdner in Kolberg wohnhaft. 1801 wohnten 4 Kossäten, 1 Büdner und 4 Einlieger in Kolberg. Es gab das Amtsvorwerk und eine Ziegelei. Im Urmesstischblatt ist am östlichen Rand der Gemarkung die alte Ziegelei eingezeichnet, im Gegensatz dazu die (neue) Ziegelei auf dem Gelände des heutigen Campingplatzes. 1837 wurden bereits 18 Wohnhäuser gezählt. Das Fischerhaus am Langen See wird erstmals genannt. 1858 standen im Dorf: ein öffentliches Gebäude, 13 Wohnhäuser und 23 Wirtschaftsgebäude. Im Gutsbezirk standen 4 Wohnhäuser und 5 Wirtschaftsgebäude. 1864 bewirtschaftete das Vorwerk auch zwei Kossätenhöfe. 1900 standen 20 Wohnhäuser, 1931 25 Wohnhäuser in Kolberg. Um 1900 entstand eine weitere Ziegelei im südwestlichen Teil der Gemarkung. Bei der Bodenreform 1946 wurden 481 ha enteignet und 448,5 ha aufgeteilt. 180 ha gingen an 23 Landarbeiter und landlose Bauern, 45 ha an landarme Bauern, 76 ha an 7 Umsiedler, 76 ha an 26 Arbeiter und Angestellte, 37 ha an die Gemeinde, 25 ha an die Behörde für Selbstverwaltung und 9,5 ha Wald an 4 Altbauern. 1947 wurden weitere 45 ha aufgeteilt. 1955 bildete sich eine LPG mit 26 Mitgliedern und 115 ha Nutzfläche. 1957 (1953? 1958?) entstand die Produktionsgenossenschaft werktätiger Fischer „Aurora“. 1960 bildete sich eine weitere LPG Typ I mit 15 Mitgliedern und 103 ha Nutzfläche. 1978 hatte sich die Produktionsgenossenschaft werktätiger Fischer „Aurora“ mit der Produktionsgenossenschaft werktätiger Fischer Dahmetal vereinigt. Das Gutshaus, dessen Entstehungsdatum nicht bekannt ist, wurde nach wechselnder Nutzung im 20. Jahrhundert in den Jahren 1977 bis 1979 abgerissen. Erhalten blieb lediglich der Gutspark sowie Reste eines schmiedeeisernen Eingangstores sowie Torpfeiler aus Mauersteinen.

## Besitzgeschichte und kommunale Geschichte
Die ersten bekannten Besitzer des Ortes sind die Herren von von Queiß. Kolberg gehörte damals zur Herrschaft Storkow, d. h., sie waren Vasallen des jeweiligen Besitzer dieser Herrschaft. 1518 hatten die von Biberstein die Herrschaften Beeskow und Storkow an den Bischof von Lebus Dietrich von Bülow verkauft. 1556 wurde der Bistumsbesitz der Kurmark Brandenburg einverleibt. Kolberg gehörte, wie auch das benachbarte Klein-Eichholz vor 1555 dem Iheronimuß Reiche, Bürgermeister zu Berlin. Er hatte die beiden Dörfer um/vor 1555 von Georg von Langen gekauft und dafür die Konsens vom Lebuser Bischof Johann VIII. Horneburg erhalten. Vor 1560 hatten die Herren von Queis die beiden Dörfer erworben, die sie in diesem Jahr an die von von Bernheim verkauften. Am 12. Juli 1560 erhielten die Brüder Kuno und Friedrich von Bernheim den Lehnbrief für Kolberg und Klein Eichholz. Sie verkauften die beiden Dörfer bereits 1565 an Bastian von Wins. 1571 erhielt Bastian von Wins den Lehnbrief über Kolberg und Klein Eichholz. Mitbelehnt waren seine drei Brüder Anton, Christoph und Andreas 1564 hatten sie sich untereinander verglichen, dass Anton das Gut Blankenburg erhielt; er musste seine Brüder mit je 300 Gulden abfinden. Der einzige der vier Brüder, der Nachkommen hinterließ war Christoph, der die Söhne Joachim und Wolf Christoph sowie eine Tochter Elisabeth (verheiratet mit Arndt von Radys) hatte. Im Verzeichnis der Roßdienste im Storkowschen und Beskoschen Weichbilde 1583. ist Jochim Winß zu Colbergk aufgeführt. 1623 waren die Neffen des Bastian, Joachim und Wolf Christoph im Besitz von Kolberg und Klein Eichholz sowie Streganz. Über die Nachkommenschaft des Wolf Christoph, er hatte zwei Söhne Andreas und Anton, ist nichts bekannt. 1655 erhielt der brandenburgische Obrist-Wachtmeister Joachim von Wins den Lehnbrief für die beiden Dörfer; ihm gehörte auch Streganz. Er war zweimal verheiratet, in erster Ehe mit Eva von Ilow und in zweiter Ehe mit deren Schwester Barbara Margerethe von Ilow. Aus der letzteren Ehe stammte der Sohn Wolf Christoph. Dieser heiratete 1665 Margarethe von Maltitz, Tochter des Hans Otto von Maltitz und der Margaretha von Lehwald. Er starb 1672, denn seine Witwe suchte in diesem Jahr einen Vormund für ihren noch unmündigen Sohn. Ihm folgte der Sohn Christoph Ehrentreich, der im Besitz von Kolberg und Streganz war. Er hatte einen Sohn Johann Sigismund Ehrenreich. 1684 bis 1694 musste Christoph Ehrentreich allerdings eine Hälfte von Kolberg und Klein-Eichholz auf Wiederkauf veräußern. 1684 bis 1688 war diese Hälfte im Besitz des Kammergerichtsadvokaten Gericke, dann bis 1694 eines von Burgsdorf. Danach konnte Christoph Ehrenreich von Wins diese Hälfte zurück erwerben und erhielt die Belehnung. 1709 bestätigte Friedrich I. die Belehnung von Christoph Ehrenreich von Wins mit den beiden Dörfern. 1718 vergleichen sich die Brüder von Wins wegen Klein Eichholz, Kolberg und Streganz. Klein Eichholz und Kolberg fielen an Adam Christoph von Wins. Adam Christoph war mit einer Marie Dorothea Gans Edlen von Putlitz verheiratet. Aus der Ehe gingen sieben Söhne und drei Töchter hervor: Georg Wilhelm, Albrecht Wilhelm, Carl Christoph, Friedrich Sigismund, Johann Friedrich, Adam Leopold und Ernst Ludwig sowie Charlotte Dorothea (verheiratet mit einem Freiherrn von Putlitz), Marie (Stiftsfräulein in Arendsee) und Eleonore Marie (Stiftsfräulein zu Heiligengrabe). Adam Christoph von Wins verkaufte 1730 Kolberg und Klein-Eichholz für 14.000 Taler an den preußischen König Friedrich Wilhelm I., „den Soldatenkönig“., der es dem Amt Blossin zuwies. 1810 wurden die Vorwerke in Kolberg und Klein-Eichholz zusammen zu Erbpacht ausgetan. Der Erbpächter Kammerrat Kiekebusch bezahlte eine jährliche Pacht von 1080 Talern und ein einmaliges Erbstandsgeld in Höhe von 6550 Talern. 1830 wurde dann aber Klein-Eichholz separat verpachtet. Zuvor, 1829 war das Amt Blossin aufgelöst worden; Kolberg gehört nun zum Amt Königs Wusterhausen. 1849 wurde Kolberg in den Gemeindebezirk und den Gutsbezirk aufgeteilt. Um 1855 nennt Heinrich Berghaus den Friedrich Gustav Keilwagen als Besitzer des Gutes. 1856 wurde das dem Leutnant Ferdinand Albrecht Maetzke gehörige Rittergut in Kolberg versteigert. Es wurde damals auf 19.872 Taler taxiert. 1874 gehörte das Rittergut Kolberg einem Rittmeister a. D. von Berg. Er wurde in diesem Jahr zum Amtsvorsteher des Amtsbezirks 12 Görsdorf und zum stellvertretenden Amtsvorsteher des Amtsbezirkes 2 Friedersdorf ernannt. 1879 war Gut Kolberg im Besitz des Moritz Sarner. 1883 erscheint ein Partke als Rittergutsbesitzer in Kolberg. 1885 listet das Handbuch des Grundbesitzes einen M. Partke als Besitzer. 1896 hatte es Ernst Toepfer in Teltow erworben, der es von einem Fr. Spalleck verwalten ließ. 1910 war Ernst Toepfer verstorben, denn nun ist eine Helene Toepfer als Besitzerin eingetragen; ein gewisser Spalleck war weiter Verwalter des Gutes. Sie verkaufte das Gut bis 1914 an Karl Groh. Erst 1928 wurden Gemeinde- und Gutsbezirk zur Gemeinde Kolberg vereinigt. 1929 gehörte das Gut Kolberg Karl Hiller, der es von Max Fiebig verwalten ließ.
Kolberg wurde am 1. Januar 1974 nach Prieros eingemeindet. Zum 6. Mai 1990 folgte die Ausgliederung aus Prieros. Kolberg schloss sich 1992 zusammen mit elf anderen Gemeinden zu einer Verwaltungsgemeinschaft, dem Amt Friedersdorf zusammen. Am 15. Mai 2002 genehmigte das Ministerium des Inneren des Landes Brandenburg den Zusammenschluss der Gemeinden Bindow, Blossin, Dannenreich, Friedersdorf, Kolberg und Prieros zur neuen Gemeinde Heidesee. Der Zusammenschluss wurde aber erst zum 26. Oktober 2003 rechtswirksam. Seither ist Kolberg ein Ortsteil der Gemeinde Heidesee.
Kolberg gehörte zur ursprünglich niederlausitzischen Herrschaft Storkow, die 1518 an den Bischof von Lebus kam, und 1556 an das Kurfürstentum Brandenburg angeschlossen wurde (und damit aus der Niederlausitz ausschied). Aus den Herrschaften Beeskow und Storkow bildete sich im weiteren Verlauf der Beeskow-Storkowische Kreis heraus. 1816 wurde die (ehemalige) Herrschaft Storkow mit dem Kreis Teltow zum Teltow-Storkowischen Kreis vereinigt, der aber 1835 wieder aufgelöst wurde. Storkow wurde wieder mit der früheren Herrschaft Beeskow zum Kreis Beeskow-Storkow vereinigt. 1950 bis 1952 gehörte Kolberg zum Kreis Fürstenwalde, bevor dieser Kreis in der großen Kreisreform von 1952 neu zugeschnitten wurde. Kolberg wurde nun dem Kreis Königs Wusterhausen zugewiesen. 1993 ging dieser Kreis im neuen Landkreis Dahme-Spreewald auf.

## Wirtschaft
Die Entwicklung ist eng mit der Fischerei auf dem Wolziger See sowie der landwirtschaftlichen Flächennutzung verbunden. Wiesen- und Weidewirtschaft waren für die Niederungen bestimmend. Neben Ackerbau, Gartenlandbau und Schafhaltung gehörte zum Dorf auch ein Weinberg.
An der Stelle der heutigen Hafenbecken nördlich des Ortskern von Kolberg existierte bis ins vorige Jahrhundert eine Ziegelei mit Ton- und Mergelgruben am Kolberg. Eine weitere Ziegelei arbeitete im südlichen Teil der Gemarkung westlich der L39. Die ehemalige Tongrube ist heute geflutet und bildet einen kleinen See (genannt „Karpfenteich“).

## Kultur und Bildung
Bekannt ist Kolberg auch durch das Europäische Begegnungszentrum Pfauenhof. Jugendliche aus vielen Ländern Europas treffen sich zum Erfahrungsaustausch. Neben dem Europa-Haus Land Brandenburg e. V. hat auch der bundesweit agierende Dia-Bolus e. V. seinen Sitz in der Bergstrasse, im Pfauenhof. Der jährlich durchgeführte KiDs-Kurs betreut in 14 Tagen etwa 50 Kinder mit Diabetes I.

## Freizeit, Sport und Gastronomie
Durch seine Lage am Wolziger See bietet Kolberg vor allem im Sommer vielfältige Möglichkeiten zum Freizeitsport und zur Erholung. Der Ort besitzt einen kleinen Hafen für Sport- und Segelboote und einen Campingplatz. Von hier aus sind Wassertouren in die weitere Umgebung des Naturpark Dahme-Heideseen möglich.
Die Badewiese bei der Badestelle am Wolziger See ist über 6000 Quadratmeter groß. Auf dem Gelände der alten Ziegelei ist ein Campingplatz und ein Veranstaltungsgelände entstanden. Zwei Fischereibetriebe bieten für Fischliebhaber frisch gefangenen und geräucherten Fisch aus den umliegenden Seen.

## Sehenswürdigkeiten und Denkmäler
Auf dem Kolberg befand sich seit 1958 das Zentrallabor der Deutschen Post für Wellenausbreitung und Funkentstörung. Zu dieser Anlage gehören ein 28,5 Meter hoher gemauerter Turm und zwei freistehende Stahlfachwerktürme, die 30 und 65 Meter hoch sind. Es ist das einzige eingetragene Baudenkmal in Kolberg.

### Naturdenkmäler

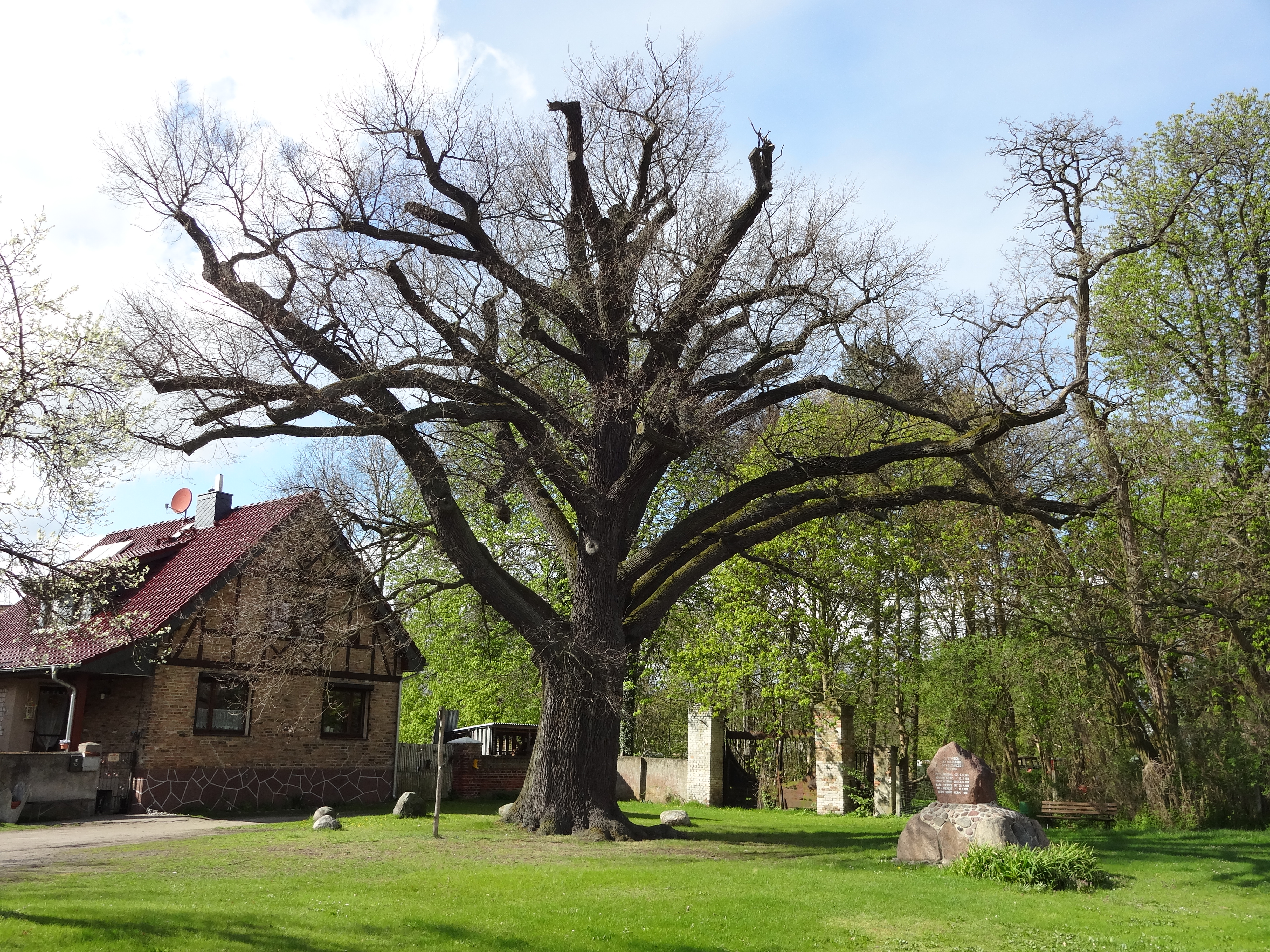
Stieleiche am Dorfplatz

Auf der Gemarkung Kolberg gibt es folgende Naturdenkmäler:
- Gutspark
- Stieleiche in Kolberg
- Ostbucht Langer See (Flächennaturdenkmal)
- Kesselsee (Flächennaturdenkmal)

## Persönlichkeiten
- Hans Stüwe (1901–1976), Schauspieler und Opernregisseur, erwarb ein (noch heute vorhandenes) Haus in Kolberg, wo er zeitweise wohnte
- Henryk Bereska (1926–2005), Übersetzer polnischer Literatur, lebte und arbeitete zeitweise seit den 1950er Jahren in Kolberg, wo er auch seine letzte Ruhestätte fand

## Belege

## Anmerkung
1. ↑  Belege in veralteter niedersorbischer Orthografie: Kołobrěg (Arnošt Muka: Serbski zemjepisny słowničk. Nakł. Maćica Serbska, W. Budyšinje, Budyšin 1927, S. 64.), Kółobŕeg (Ernst Muka: Słownik dolnoserbskeje rěcy a jeje narěcow. Band 3, Praha 1928, S. 152)
2. ↑  In der von Eickstedt zitierten Urkunde ist der Ort grob verschrieben als Belberg. Durch den Bezug mit Klein Eichholz ist die Identifizierung mit Kolberg jedoch sicher.